# Ruch Biblijny i Liturgiczny
Ruch Biblijny i Liturgiczny (w skrócie RBL) – czasopismo poświęcone dwóm źródłom życia chrześcijańskiego i teologii: Biblii i liturgii. Swoją nazwę wzięło od dwóch ruchów odnowy, których owocem był Sobór watykański II: ruchu liturgicznego oraz ruchu biblijnego. 
Pismo podejmuje w sposób naukowy aktualne tematy z tych dziedzin oraz na ich styku, jak również informuje o inicjatywach biblijnych i liturgicznych (spotkania, publikacje), aby przybliżać współczesnemu człowiekowi bogactwo słowa Bożego i liturgii oraz ułatwiać mu spotkanie z Chrystusem Zbawicielem. Ukazuje się w Krakowie nieprzerwanie od 1948 roku, najpierw jako dwumiesięcznik, a potem jako kwartalnik. Wśród członków kolegium redakcyjnego byli znani bibliści (ks. Aleksy Klawek, o. Augustyn Jankowski OSB, ks. Stanisław Grzybek, ks. Feliks Gryglewicz, ks. Stanisław Łach) i liturgiści (o. Jan Wierusz-Kowalski OSB, o. Franciszek Małaczyński OSB, ks. Romuald Rak).

## Wydawca
Polskie Towarzystwo Teologiczne w Krakowie

## Redakcja

### Redaktor naczelny
ks. dr hab. Roman Bogacz, prof. UPJPII 
(Uniwersytet Papieski Jana Pawła II w Krakowie)

### Sekretarz redakcji
dr Anna Wajda 
(Uniwersytet Papieski Jana Pawła II w Krakowie)

### Redaktorzy tematyczni
Sylwester Jędrzejewski SDB (Stary Testament)
Roman Mazur SDB (Nowy Testament)
ks. Janusz Mieczkowski (teologia liturgii)
Jarosław A. Superson SAC (historia liturgii)
ks. Kazimierz Panuś (homiletyka)

### Redaktorzy językowi
Sebastian Wojnowski (język polski)
Filip Mazurczak (język angielski)

## Recenzenci
- ks. Tomasz Jelonek (Kraków)
- ks. Stefan Koperek CR (Kraków)
- Andrzej Kreutz (Calgary, Kanada)
- ks. Stanisław Mędala CM (Warszawa)